# Liste des monuments historiques de l'arrondissement de Langon

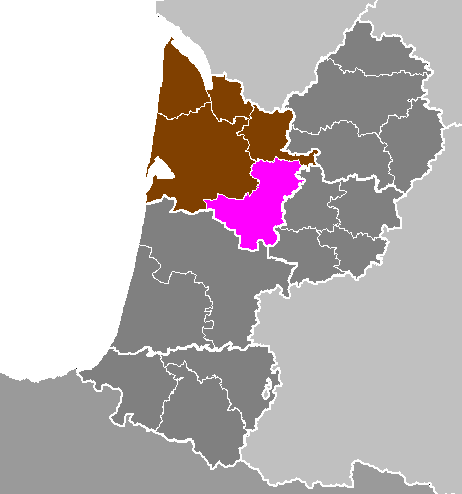
Localisation de l'arrondissement de Langon en Aquitaine.

Cet article recense les monuments historiques de l'arrondissement de Langon, dans le département de la Gironde, en France.

## Statistiques
L'arrondissement de Langon, dans l'est de la Gironde, concentre 225 édifices protégés au titre des monuments historiques (23 % du total du département).
Le moulin de Loubens est situé sur les communes de Landerrouet-sur-Ségur et de Loubens.
- Haut – A
- B
- C
- D
- E
- F
- G
- H
- I
- J
- K
- L
- M
- N
- O
- P
- Q
- R
- S
- T
- U
- V
- W
- X
- Y
- Z

## Liste
| Monument                                                 | Commune                       | Adresse                                            | Coordonnées                        | Notice         | Protection     | Date              | Illustration |
| -------------------------------------------------------- | ----------------------------- | -------------------------------------------------- | ---------------------------------- | -------------- | -------------- | ----------------- | --- |
| Château d'Aillas                                         | Aillas                        |                                                    | 44° 28′ 41″ nord, 0° 04′ 09″ ouest | « PA00083107 » | Classé         | 1886              | Château d'Aillas |
| Église Notre-Dame d'Aillas                               | Aillas                        |                                                    | 44° 28′ 27″ nord, 0° 04′ 32″ ouest | « PA00083108 » | Classé         | 1896              | Église Notre-Dame d'Aillas |
| Château de Benauge                                       | Arbis                         |                                                    | 44° 39′ 53″ nord, 0° 16′ 04″ ouest | « PA00135173 » | Inscrit        | 1995              | Château de Benauge |
| Église du Rivet                                          | Auros                         |                                                    | 44° 31′ 07″ nord, 0° 09′ 53″ ouest | « PA00083117 » | Inscrit        | 1926              | Église du Rivet |
| Église Notre-Dame de Bagas                               | Bagas                         |                                                    | 44° 37′ 29″ nord, 0° 03′ 29″ ouest | « PA00083120 » | Classé         | 1961              | Église Notre-Dame de Bagas |
| Moulin de Bagas                                          | Bagas                         |                                                    | 44° 37′ 38″ nord, 0° 03′ 28″ ouest | « PA00083121 » | Inscrit        | 1926              | Moulin de Bagas |
| Croix de cimetière                                       | Baigneaux                     |                                                    | 44° 43′ 23″ nord, 0° 11′ 48″ ouest | « PA33000054 » | Inscrit        | 2002              | Croix de cimetière |
| Église Saint-Pierre-et-Saint-Paul de Baigneaux           | Baigneaux                     |                                                    | 44° 43′ 22″ nord, 0° 11′ 50″ ouest | « PA00083122 » | Inscrit        | 2002              | Église Saint-Pierre-et-Saint-Paul de Baigneaux |
| Château Nairac                                           | Barsac                        |                                                    | 44° 36′ 41″ nord, 0° 19′ 04″ ouest | « PA33000206 » | Inscrit        | 2017              | Château Nairac |
| Église Saint-Vincent de Barsac                           | Barsac                        |                                                    | 44° 36′ 34″ nord, 0° 18′ 50″ ouest | « PA00083124 » | Classé         | 1908              | Église Saint-Vincent de Barsac |
| Cathédrale Saint-Jean-Baptiste de Bazas                  | Bazas                         | Place de la Cathédrale                             | 44° 25′ 53″ nord, 0° 12′ 37″ ouest | « PA00083131 » | Classé         | 1840              | Cathédrale Saint-Jean-Baptiste de Bazas |
| Église Notre-Dame dou Mercadilh                          | Bazas                         |                                                    | 44° 25′ 53″ nord, 0° 12′ 45″ ouest | « PA00083132 » | Classé         | 1923              | Église Notre-Dame dou Mercadilh |
| Enceinte de Bazas                                        | Bazas                         |                                                    | 44° 25′ 57″ nord, 0° 12′ 33″ ouest | « PA00132528 » | Inscrit        | 1994              | Enceinte de BazasLe MH concernant plusieurs lieux dans la commune, la géolocalisation a été faite sur l'élément dont la photo illustre la référence. |
| Hospice de Bazas                                         | Bazas                         |                                                    | 44° 26′ 00″ nord, 0° 12′ 32″ ouest | « PA33000072 » | Inscrit        | 2003              | Hospice de Bazas |
| Hôtel de Bourges                                         | Bazas                         | 24 place de la Cathédrale                          | 44° 25′ 54″ nord, 0° 12′ 39″ ouest | « PA33000156 » | Inscrit        | 2012              | Hôtel de Bourges |
| Hôtel de ville de Bazas                                  | Bazas                         |                                                    | 44° 25′ 52″ nord, 0° 12′ 41″ ouest | « PA00083133 » | Inscrit        | 1965              | Hôtel de ville de Bazas |
| Maison de l'Astronome                                    | Bazas                         |                                                    | 44° 25′ 54″ nord, 0° 12′ 39″ ouest | « PA00083865 » | Inscrit        | 1990              | Maison de l'Astronome |
| Maison, 12 rue Bragous                                   | Bazas                         |                                                    | 44° 25′ 56″ nord, 0° 12′ 40″ ouest | « PA33000013 » | Inscrit        | 1997              | Maison, 12 rue Bragous |
| Église Saint-Jacques de Bellebat                         | Bellebat                      |                                                    | 44° 44′ 17″ nord, 0° 13′ 02″ ouest | « PA00083139 » | Inscrit        | 1925              | Église Saint-Jacques de Bellebat |
| Allées couvertes de Sabatey                              | Bellefond                     |                                                    | 44° 46′ 19″ nord, 0° 10′ 12″ ouest | « PA00083140 » | Classé         | 1889              | Allées couvertes de Sabatey |
| Église Saint-Eutrope de Bellefond                        | Bellefond                     |                                                    | 44° 45′ 56″ nord, 0° 10′ 14″ ouest | « PA00083141 » | Inscrit        | 1925              | Église Saint-Eutrope de Bellefond |
| Église Notre-Dame de Bernos                              | Bernos-Beaulac                |                                                    | 44° 22′ 46″ nord, 0° 15′ 31″ ouest | « PA00083142 » | Inscrit        | 1925              | Église Notre-Dame de Bernos |
| Église Saint-Laurent de Birac                            | Birac                         |                                                    | 44° 25′ 03″ nord, 0° 08′ 13″ ouest | « PA00083144 » | Classé         | 2005              | Église Saint-Laurent de Birac |
| Église Saint-Saturnin de Blaignac                        | Blaignac                      |                                                    | 44° 33′ 09″ nord, 0° 03′ 26″ ouest | « PA00083145 » | Classé         | 1907              | Église Saint-Saturnin de Blaignac |
| Abbaye Saint-Nicolas de Blasimon                         | Blasimon                      |                                                    | 44° 45′ 14″ nord, 0° 04′ 27″ ouest | « PA00083149 » | Classé         | 1925              | Abbaye Saint-Nicolas de Blasimon |
| Église Saint-Nicolas de Blasimon                         | Blasimon                      |                                                    | 44° 45′ 14″ nord, 0° 04′ 30″ ouest | « PA00083150 » | Classé         | 1875              | Église Saint-Nicolas de Blasimon |
| Moulin de Labarthe                                       | Blasimon                      |                                                    | 44° 45′ 41″ nord, 0° 04′ 01″ ouest | « PA00083151 » | Classé         | 1926              | Moulin de Labarthe |
| Château de Rayne-Vigneau                                 | Bommes                        |                                                    | 44° 32′ 51″ nord, 0° 20′ 41″ ouest | « PA33000078 » | Inscrit        | 2004              | Château de Rayne-Vigneau |
| Château du Mirail                                        | Brouqueyran                   |                                                    | 44° 28′ 52″ nord, 0° 10′ 27″ ouest | « PA00083491 » | Classé         | 1990              | Château du Mirail |
| Château de Budos                                         | Budos                         |                                                    | 44° 32′ 19″ nord, 0° 22′ 58″ ouest | « PA00083494 » | Inscrit Classé | 1988 2016         | Château de Budos |
| Église Saint-Romain de Budos                             | Budos                         |                                                    | 44° 32′ 01″ nord, 0° 23′ 05″ ouest | « PA00083495 » | Inscrit        | 1986              | Église Saint-Romain de Budos |
| Château de Cadillac                                      | Cadillac                      |                                                    | 44° 38′ 17″ nord, 0° 19′ 14″ ouest | « PA00083500 » | Classé         | 1862              | Château de Cadillac |
| Cimetière des Oubliés de Cadillac                        | Cadillac                      |                                                    | 44° 38′ 03″ nord, 0° 18′ 45″ ouest | « PA33000132 » | Inscrit        | 2010              | Cimetière des Oubliés de Cadillac |
| Église Saint-Martin de Cadillac                          | Cadillac                      |                                                    | 44° 38′ 15″ nord, 0° 19′ 08″ ouest | « PA00083499 » | Classé         | 2002              | Église Saint-Martin de Cadillac |
| Porte du potager des ducs d'Épernon                      | Cadillac                      |                                                    | 44° 38′ 18″ nord, 0° 19′ 01″ ouest | « PA00083502 » | Inscrit        | 1965              | Porte du potager des ducs d'Épernon |
| Remparts de Cadillac                                     | Cadillac                      |                                                    | 44° 38′ 11″ nord, 0° 19′ 16″ ouest | « PA00083501 » | Classé         | 1881              | Remparts de Cadillac |
| Église Saint-Pierre de Camiran                           | Camiran                       |                                                    | 44° 37′ 40″ nord, 0° 04′ 01″ ouest | « PA00083505 » | Classé         | 1907              | Église Saint-Pierre de Camiran |
| Église Saint-Saturnin de Cardan                          | Cardan                        |                                                    | 44° 40′ 57″ nord, 0° 20′ 17″ ouest | « PA00083507 » | Classé         | 1907              | Église Saint-Saturnin de Cardan |
| Domaine de Montalban                                     | Casseuil                      |                                                    | 44° 35′ 10″ nord, 0° 07′ 24″ ouest | « PA33000137 » | Inscrit        | 2010              | Domaine de Montalban |
| Maison du Castéra                                        | Casseuil                      |                                                    | 44° 35′ 05″ nord, 0° 06′ 56″ ouest | « PA00083873 » | Inscrit        | 1990              | Image manquante Téléverser |
| Église Notre-Dame de Castelviel                          | Castelviel                    |                                                    | 44° 40′ 02″ nord, 0° 09′ 14″ ouest | « PA00083510 » | Classé         | 1908              | Église Notre-Dame de Castelviel |
| Château du Hamel                                         | Castets et Castillon          |                                                    | 44° 33′ 46″ nord, 0° 09′ 26″ ouest | « PA00083511 » | Inscrit        | 1963              | Château du Hamel |
| Église Saint-Romain de Mazérac                           | Castets et Castillon          |                                                    | 44° 33′ 28″ nord, 0° 07′ 51″ ouest | « PA00083512 » | Inscrit        | 1925              | Église Saint-Romain de Mazérac |
| Château du Carpia                                        | Castets et Castillon          |                                                    | 44° 32′ 37″ nord, 0° 06′ 15″ ouest | « PA33000077 » | Inscrit        | 2004              | Château du Carpia |
| Château de Cérons                                        | Cérons                        |                                                    | 44° 38′ 06″ nord, 0° 20′ 02″ ouest | « PA33000106 » | Inscrit        | 2008              | Château de Cérons |
| Église Saint-Martin de Cérons                            | Cérons                        |                                                    | 44° 38′ 07″ nord, 0° 19′ 59″ ouest | « PA00083516 » | Classé         | 1913              | Église Saint-Martin de Cérons |
| Église Saint-Romain de Cessac                            | Cessac                        |                                                    | 44° 44′ 33″ nord, 0° 10′ 39″ ouest | « PA00083517 » | Classé         | 1908              | Église Saint-Romain de Cessac |
| Château de Basgéran                                      | Cleyrac                       |                                                    | 44° 42′ 37″ nord, 0° 02′ 43″ ouest | « PA00083521 » | Inscrit        | 1927              | Image manquante Téléverser |
| Moulin de la Salle                                       | Cleyrac                       |                                                    | 44° 43′ 14″ nord, 0° 01′ 56″ ouest | « PA00083522 » | Inscrit        | 1927              | Image manquante Téléverser |
| Église Notre-Dame de Coimères                            | Coimères                      |                                                    | 44° 29′ 49″ nord, 0° 12′ 32″ ouest | « PA00083523 » | Classé         | 1907              | Église Notre-Dame de Coimères |
| Église Saint-Martin de Coirac                            | Coirac                        |                                                    | 44° 41′ 29″ nord, 0° 09′ 56″ ouest | « PA00083524 » | Inscrit        | 1925              | Église Saint-Martin de Coirac |
| Croix de cimetière de Courpiac                           | Courpiac                      |                                                    | 44° 45′ 20″ nord, 0° 10′ 55″ ouest | « PA33000040 » | Classé         | 2004              | Croix de cimetière de Courpiac |
| Église Saint-Christophe de Courpiac                      | Courpiac                      |                                                    | 44° 45′ 19″ nord, 0° 10′ 56″ ouest | « PA00083526 » | Classé         | 2004              | Église Saint-Christophe de Courpiac |
| Église Saint-Cibard de Coutures                          | Coutures                      |                                                    | 44° 38′ 37″ nord, 0° 01′ 44″ est   | « PA00083529 » | Inscrit        | 1925              | Église Saint-Cibard de Coutures |
| Église Saint-Jean-l'Évangéliste de Cudos                 | Cudos                         |                                                    | 44° 23′ 21″ nord, 0° 13′ 10″ ouest | « PA00083533 » | Inscrit        | 1925              | Église Saint-Jean-l'Évangéliste de Cudos |
| Église Saint-Sulpice de Daubèze                          | Daubèze                       |                                                    | 44° 42′ 46″ nord, 0° 08′ 31″ ouest | « PA00083538 » | Inscrit        | 1925              | Église Saint-Sulpice de Daubèze |
| Église Saint-Pierre de Dieulivol                         | Dieulivol                     |                                                    | 44° 40′ 23″ nord, 0° 06′ 38″ est   | « PA00083539 » | Inscrit        | 1925              | Église Saint-Pierre de Dieulivol |
| Château du Boscage                                       | Escaudes                      |                                                    | 44° 20′ 35″ nord, 0° 13′ 36″ ouest | « PA33000032 » | Inscrit        | 2000              | Image manquante Téléverser |
| Église Notre-Dame d'Escaudes                             | Escaudes                      |                                                    | 44° 18′ 38″ nord, 0° 12′ 11″ ouest | « PA00083541 » | Inscrit        | 1925              | Église Notre-Dame d'Escaudes |
| Maison du domaine de Bonsol                              | Esseintes (Les)               |                                                    | 44° 36′ 49″ nord, 0° 03′ 56″ ouest | « PA33000112 » | Inscrit        | 2009              | Maison du domaine de Bonsol |
| Maison Ézemar                                            | Esseintes (Les)               |                                                    | 44° 36′ 25″ nord, 0° 03′ 54″ ouest | « PA33000087 » | Inscrit        | 2005              | Maison Ézemar |
| Croix de cimetière                                       | Faleyras                      |                                                    | 44° 46′ 18″ nord, 0° 13′ 32″ ouest | « PA33000041 » | Inscrit        | 2001              | Croix de cimetière |
| Église Saint-Gervais-Saint-Protais de Faleyras           | Faleyras                      |                                                    | 44° 46′ 18″ nord, 0° 13′ 33″ ouest | « PA00083545 » | Inscrit        | 2001              | Église Saint-Gervais-Saint-Protais de Faleyras |
| Château de Fargues                                       | Fargues                       |                                                    | 44° 32′ 00″ nord, 0° 17′ 31″ ouest | « PA33000099 » | Inscrit        | 2007              | Château de Fargues |
| Église Saint-Front de Fontet                             | Fontet                        |                                                    | 44° 33′ 45″ nord, 0° 01′ 43″ ouest | « PA00083546 » | Inscrit        | 1925              | Église Saint-Front de Fontet |
| Église Saint-Pierre-ès-Liens de Fossès                   | Fossès-et-Baleyssac           |                                                    | 44° 35′ 38″ nord, 0° 03′ 36″ est   | « PA33000043 » | Inscrit        | 2001              | Église Saint-Pierre-ès-Liens de Fossès |
| Commanderie de Sallebruneau                              | Frontenac                     |                                                    | 44° 43′ 52″ nord, 0° 07′ 22″ ouest | « PA00083549 » | Inscrit        | 1987              | Commanderie de Sallebruneau |
| Église Notre-Dame de Frontenac                           | Frontenac                     |                                                    | 44° 44′ 18″ nord, 0° 09′ 47″ ouest | « PA00083550 » | Inscrit        | 1925              | Église Notre-Dame de Frontenac |
| Église Sainte-Présentine de Frontenac                    | Frontenac                     |                                                    | 44° 42′ 58″ nord, 0° 09′ 08″ ouest | « PA00083551 » | Inscrit        | 1987              | Église Sainte-Présentine de Frontenac |
| Église Saint-Seurin de Gabarnac                          | Gabarnac                      |                                                    | 44° 36′ 54″ nord, 0° 16′ 50″ ouest | « PA00083552 » | Inscrit        | 1925              | Église Saint-Seurin de Gabarnac |
| Église Saint-Martin de Gajac                             | Gajac                         |                                                    | 44° 26′ 02″ nord, 0° 07′ 53″ ouest | « PA00083554 » | Inscrit        | 1925              | Église Saint-Martin de Gajac |
| Église Notre-Dame de Gironde-sur-Dropt                   | Gironde-sur-Dropt             |                                                    | 44° 35′ 00″ nord, 0° 05′ 14″ ouest | « PA33000045 » | Inscrit        | 2001              | Église Notre-Dame de Gironde-sur-Dropt |
| Bergerie ronde de Goualade                               | Goualade                      |                                                    | 44° 18′ 59″ nord, 0° 06′ 45″ ouest | « PA00083916 » | Inscrit        | 1992              | Bergerie ronde de Goualade |
| Église Saint-Antoine de Goualade                         | Goualade                      |                                                    | 44° 18′ 35″ nord, 0° 08′ 48″ ouest | « PA00083561 » | Inscrit        | 1925              | Église Saint-Antoine de Goualade |
| Église Saint-Laurent d'Illats                            | Illats                        |                                                    | 44° 35′ 51″ nord, 0° 22′ 21″ ouest | « PA00083572 » | Inscrit        | 1986              | Église Saint-Laurent d'Illats |
| Église Saint-Martin de Ladaux                            | Ladaux                        |                                                    | 44° 42′ 01″ nord, 0° 14′ 40″ ouest | « PA00083577 » | Inscrit        | 1925              | Église Saint-Martin de Ladaux |
| Église Saint-Martin de Lados                             | Lados                         |                                                    | 44° 28′ 04″ nord, 0° 09′ 22″ ouest | « PA00083578 » | Inscrit        | 1925              | Église Saint-Martin de Lados |
| Église Saint-Martin de Lamothe-Landerron                 | Lamothe-Landerron             |                                                    | 44° 33′ 56″ nord, 0° 03′ 40″ est   | « PA00083581 » | Inscrit        | 1925              | Église Saint-Martin de Lamothe-Landerron |
| Moulin de Loubens                                        | Landerrouet-sur-Ségur         |                                                    | 44° 37′ 56″ nord, 0° 01′ 58″ ouest | « PA00083907 » | Classé         | 2000              | Moulin de Loubens |
| Église Saint-Martin de Landiras                          | Landiras                      |                                                    | 44° 34′ 02″ nord, 0° 24′ 54″ ouest | « PA00083584 » | Classé         | 1907              | Église Saint-Martin de Landiras |
| Château de Langoiran                                     | Langoiran                     |                                                    | 44° 41′ 57″ nord, 0° 22′ 54″ ouest | « PA00083585 » | Classé         | 1892              | Château de Langoiran |
| Cinéma Splendid de Langoiran                             | Langoiran                     |                                                    | 44° 42′ 33″ nord, 0° 24′ 03″ ouest | « PA33000065 » | Inscrit        | 2002              | Cinéma Splendid de Langoiran |
| Église Saint-Pierre-ès-Liens du Haut-Langoiran           | Langoiran                     |                                                    | 44° 42′ 14″ nord, 0° 22′ 43″ ouest | « PA00083586 » | Classé         | 1908              | Église Saint-Pierre-ès-Liens du Haut-Langoiran |
| Maison Bouliac                                           | Langoiran                     |                                                    | 44° 42′ 14″ nord, 0° 22′ 47″ ouest | « PA33000021 » | Inscrit        | 1999 2009         | Maison Bouliac |
| Église Saint-Gervais-Saint-Protais de Langon             | Langon                        |                                                    | 44° 33′ 24″ nord, 0° 14′ 54″ ouest | « PA33000092 » | Inscrit        | 2006              | Église Saint-Gervais-Saint-Protais de Langon |
| Maison, 51 rue Maubec                                    | Langon                        |                                                    | 44° 33′ 12″ nord, 0° 14′ 45″ ouest | « PA33000035 » | Inscrit        | 2000              | Maison, 51 rue Maubec |
| Métairie d'Hourtan                                       | Lartigue                      |                                                    | 44° 14′ 44″ nord, 0° 05′ 34″ ouest | « PA33000070 » | Inscrit        | 2003              | Métairie d'Hourtan |
| Église Saint-Christophe de Léogeats                      | Léogeats                      |                                                    | 44° 30′ 45″ nord, 0° 22′ 07″ ouest | « PA00083589 » | Inscrit        | 1925              | Église Saint-Christophe de Léogeats |
| Église Notre-Dame de Lestiac-sur-Garonne                 | Lestiac-sur-Garonne           |                                                    | 44° 41′ 38″ nord, 0° 22′ 30″ ouest | « PA00083593 » | Inscrit        | 1925              | Église Notre-Dame de Lestiac-sur-Garonne |
| Église Saint-Barthélemy de Listrac-de-Durèze             | Listrac-de-Durèze             |                                                    | 44° 45′ 41″ nord, 0° 02′ 44″ est   | « PA00083601 » | Inscrit        | 2001              | Église Saint-Barthélemy de Listrac-de-Durèze |
| Château de Lavison                                       | Loubens                       |                                                    | 44° 37′ 09″ nord, 0° 01′ 44″ ouest | « PA00083605 » | Inscrit        | 1987              | Château de Lavison |
| Église Saint-Vincent de Loubens                          | Loubens                       |                                                    | 44° 37′ 48″ nord, 0° 02′ 16″ ouest | « PA00083606 » | Inscrit        | 1987              | Église Saint-Vincent de Loubens |
| Moulin de Loubens                                        | Loubens                       |                                                    | 44° 37′ 56″ nord, 0° 01′ 58″ ouest | « PA00083898 » | Classé         | 2000              | Moulin de Loubens |
| Château du Cros                                          | Loupiac                       |                                                    | 44° 36′ 40″ nord, 0° 17′ 47″ ouest | « PA00125241 » | Inscrit        | 1993              | Château du Cros |
| Église Saint-Pierre de Loupiac                           | Loupiac                       |                                                    | 44° 37′ 22″ nord, 0° 17′ 52″ ouest | « PA00083608 » | Classé         | 1840              | Église Saint-Pierre de Loupiac |
| Villa gallo-romaine                                      | Loupiac                       |                                                    | 44° 37′ 30″ nord, 0° 18′ 10″ ouest | « PA33000148 » | Inscrit        | 2011              | Villa gallo-romaine |
| Église Sainte-Croix de Loupiac-de-la-Réole               | Loupiac-de-la-Réole           |                                                    | 44° 33′ 09″ nord, 0° 02′ 49″ ouest | « PA00083607 » | Inscrit        | 1925              | Église Sainte-Croix de Loupiac-de-la-Réole |
| Église Saint-André de Lucmau                             | Lucmau                        |                                                    | 44° 20′ 33″ nord, 0° 18′ 28″ ouest | « PA00083609 » | Inscrit        | 1925              | Église Saint-André de Lucmau |
| Église Saint-Martin de Lugasson                          | Lugasson                      |                                                    | 44° 45′ 06″ nord, 0° 09′ 39″ ouest | « PA00083611 » | Inscrit        | 1925              | Église Saint-Martin de Lugasson |
| Église Saint-Vincent de Marimbault                       | Marimbault                    |                                                    | 44° 24′ 39″ nord, 0° 16′ 07″ ouest | « PA00083619 » | Classé         | 1907              | Église Saint-Vincent de Marimbault |
| Église Saint-Pierre de Martres                           | Martres                       |                                                    | 44° 42′ 37″ nord, 0° 10′ 07″ ouest | « PA00083621 » | Inscrit        | 1925              | Église Saint-Pierre de Martres |
| Abbaye de Fontguilhem                                    | Masseilles                    |                                                    | 44° 23′ 49″ nord, 0° 04′ 18″ ouest | « PA00125243 » | Inscrit        | 1993              | Abbaye de Fontguilhem |
| Église Saint-Martin de Masseilles                        | Masseilles                    |                                                    | 44° 24′ 24″ nord, 0° 03′ 18″ ouest | « PA00083622 » | Inscrit        | 1925              | Église Saint-Martin de Masseilles |
| Église Notre-Dame de Massugas                            | Massugas                      |                                                    | 44° 46′ 06″ nord, 0° 05′ 11″ est   | « PA00083623 » | Inscrit        | 1925              | Église Notre-Dame de Massugas |
| Croix de cimetière de Mauriac                            | Mauriac                       |                                                    | 44° 44′ 43″ nord, 0° 02′ 08″ ouest | « PA00083624 » | Classé         | 1907              | Croix de cimetière de Mauriac |
| Église Saint-Saturnin de Mauriac                         | Mauriac                       |                                                    | 44° 44′ 44″ nord, 0° 02′ 08″ ouest | « PA00083625 » | Classé         | 2002              | Église Saint-Saturnin de Mauriac |
| Château de Roquetaillade                                 | Mazères                       |                                                    | 44° 29′ 33″ nord, 0° 16′ 11″ ouest | « PA00083626 » | Classé         | 1976              | Château de Roquetaillade |
| Église Saint-Jean de Mongauzy                            | Mongauzy                      |                                                    | 44° 34′ 05″ nord, 0° 02′ 02″ est   | « PA00083635 » | Inscrit        | 1925              | Église Saint-Jean de Mongauzy |
| Église Saint-Jean-Baptiste de Monprimblanc               | Monprimblanc                  |                                                    | 44° 37′ 29″ nord, 0° 16′ 19″ ouest | « PA00083636 » | Inscrit        | 1981              | Église Saint-Jean-Baptiste de Monprimblanc |
| Croix de la Passion                                      | Monségur                      |                                                    | 44° 39′ 03″ nord, 0° 05′ 02″ est   | « PA33000138 » | Inscrit        | 2011              | Croix de la Passion |
| Église Notre-Dame de Monségur                            | Monségur                      |                                                    | 44° 39′ 03″ nord, 0° 04′ 52″ est   | « PA00083637 » | Inscrit        | 1925              | Église Notre-Dame de Monségur |
| Halle de Monségur                                        | Monségur                      |                                                    | 44° 39′ 01″ nord, 0° 04′ 49″ est   | « PA33000139 » | Inscrit        | 2011              | Halle de Monségur |
| Maison, 24 rue Porte-de-La-Réole                         | Monségur                      |                                                    | 44° 39′ 01″ nord, 0° 04′ 45″ est   | « PA00083913 » | Inscrit        | 1992              | Maison, 24 rue Porte-de-La-Réole |
| Église Saint-Médard de Montignac                         | Montignac                     |                                                    | 44° 42′ 45″ nord, 0° 13′ 30″ ouest | « PA00083642 » | Inscrit        | 1925              | Église Saint-Médard de Montignac |
| Église Saint-Martin de Mourens                           | Mourens                       |                                                    | 44° 38′ 54″ nord, 0° 12′ 31″ ouest | « PA00083647 » | Inscrit        | 2002              | Église Saint-Martin de Mourens |
| Église Saint-Martin du Nizan                             | Nizan (Le)                    |                                                    | 44° 28′ 40″ nord, 0° 16′ 14″ ouest | « PA00083650 » | Inscrit        | 1925              | Église Saint-Martin du Nizan |
| Reposoir de Noaillac                                     | Noaillac                      |                                                    | 44° 30′ 56″ nord, 0° 00′ 41″ ouest | « PA00083651 » | Inscrit        | 1925              | Reposoir de Noaillac |
| Château de Noaillan                                      | Noaillan                      |                                                    | 44° 28′ 47″ nord, 0° 22′ 08″ ouest | « PA33000081 » | Inscrit        | 2004              | Château de Noaillan |
| Église Saint-Vincent de Noaillan                         | Noaillan                      |                                                    | 44° 28′ 44″ nord, 0° 22′ 08″ ouest | « PA00083652 » | Inscrit        | 1925              | Église Saint-Vincent de Noaillan |
| Église Saint-Jean-Baptiste d'Origne                      | Origne                        |                                                    | 44° 29′ 32″ nord, 0° 30′ 07″ ouest | « PA00083653 » | Inscrit        | 1987              | Église Saint-Jean-Baptiste d'Origne |
| Église Saint-Hilaire de Paillet                          | Paillet                       |                                                    | 44° 41′ 11″ nord, 0° 21′ 51″ ouest | « PA00083654 » | Inscrit        | 1925              | Église Saint-Hilaire de Paillet |
| Château du Puch de Gensac                                | Pellegrue                     |                                                    | 44° 45′ 07″ nord, 0° 03′ 03″ est   | « PA00132749 » | Inscrit        | 1994              | Château du Puch de Gensac |
| Église Saint-André de Pellegrue                          | Pellegrue                     |                                                    | 44° 44′ 34″ nord, 0° 04′ 32″ est   | « PA00083655 » | Inscrit        | 1925              | Église Saint-André de Pellegrue |
| Halle de Pellegrue                                       | Pellegrue                     |                                                    | 44° 44′ 37″ nord, 0° 04′ 32″ est   | « PA33000188 » | Inscrit        | 2015              | Halle de Pellegrue |
| Domaine de Bellecroix                                    | Pian-sur-Garonne (Le)         |                                                    | 44° 34′ 14″ nord, 0° 12′ 43″ ouest | « PA33000053 » | Inscrit        | 2001              | Domaine de Bellecroix |
| Château Chavat                                           | Podensac                      |                                                    | 44° 39′ 22″ nord, 0° 21′ 30″ ouest | « PA33000088 » | Classé         | 2006              | Château Chavat |
| Château de Podensac                                      | Podensac                      |                                                    | 44° 39′ 06″ nord, 0° 21′ 11″ ouest | « PA00083666 » | Inscrit        | 1925              | Château de Podensac |
| Église Saint-Vincent de Podensac                         | Podensac                      |                                                    | 44° 39′ 04″ nord, 0° 21′ 10″ ouest | « PA00083667 » | Inscrit        | 1925              | Église Saint-Vincent de Podensac |
| Monument aux morts                                       | Podensac                      | Place Gambetta                                     | 44° 39′ 02″ nord, 0° 21′ 20″ ouest | « PA33000179 » | Inscrit        | 2014              | Monument aux morts |
| Monument aux morts du cimetière                          | Podensac                      | Rue du Maréchal Leclerc Cours du Général de Gaulle | 44° 38′ 51″ nord, 0° 21′ 21″ ouest | « PA33000178 » | Inscrit        | 2014              | Monument aux morts du cimetière |
| Église Saint-Saturnin de Pompéjac                        | Pompéjac                      |                                                    | 44° 24′ 07″ nord, 0° 17′ 25″ ouest | « PA00083669 » | Inscrit        | 1925              | Église Saint-Saturnin de Pompéjac |
| Croix de chemin                                          | Pondaurat                     |                                                    | 44° 32′ 10″ nord, 0° 05′ 16″ ouest | « PA00083886 » | Inscrit        | 1990              | Croix de chemin |
| Église Saint-Antoine de Pondaurat                        | Pondaurat                     |                                                    | 44° 32′ 12″ nord, 0° 05′ 16″ ouest | « PA00083670 » | Inscrit        | 1925              | Église Saint-Antoine de Pondaurat |
| Maison à contreforts de Pondaurat                        | Pondaurat                     |                                                    | 44° 32′ 13″ nord, 0° 05′ 17″ ouest | « PA00083887 » | Inscrit        | 1990              | Maison à contreforts de Pondaurat |
| Monastère des Antonins et moulin de Pondaurat            | Pondaurat                     |                                                    | 44° 32′ 11″ nord, 0° 05′ 17″ ouest | « PA00083888 » | Inscrit        | 1990              | Monastère des Antonins et moulin de Pondaurat |
| Pont de la Bassanne                                      | Pondaurat                     |                                                    | 44° 32′ 10″ nord, 0° 05′ 16″ ouest | « PA00083889 » | Inscrit        | 1990              | Pont de la Bassanne |
| Presbytère de Pondaurat                                  | Pondaurat                     |                                                    | 44° 32′ 12″ nord, 0° 05′ 15″ ouest | « PA00083890 » | Inscrit        | 2016              | Presbytère de Pondaurat |
| Chai du château Lagueloup                                | Portets                       |                                                    | 44° 41′ 52″ nord, 0° 25′ 20″ ouest | « PA33000211 » | Inscrit        | 2018              | Image manquante Téléverser |
| Château de Portets                                       | Portets                       |                                                    | 44° 41′ 56″ nord, 0° 25′ 36″ ouest | « PA33000172 » | Inscrit        | 2013              | Château de Portets |
| Château de l'Hospital                                    | Portets                       |                                                    | 44° 41′ 36″ nord, 0° 25′ 07″ ouest | « PA00083671 » | Classé Inscrit | 1973 2013         | Image manquante Téléverser |
| Château de Mongenan                                      | Portets                       |                                                    | 44° 41′ 46″ nord, 0° 25′ 51″ ouest | « PA00083672 » | Inscrit        | 2003              | Château de Mongenan |
| Maison Gaubert                                           | Portets                       |                                                    | 44° 41′ 29″ nord, 0° 25′ 27″ ouest | « PA00083673 » | Inscrit        | 1987              | Maison Gaubert |
| Château de Cazeneuve                                     | Préchac                       |                                                    | 44° 23′ 15″ nord, 0° 19′ 06″ ouest | « PA00083676 » | Classé         | 1965              | Château de Cazeneuve |
| Château de la Trave                                      | Préchac                       |                                                    | 44° 24′ 35″ nord, 0° 20′ 31″ ouest | « PA00083677 » | Inscrit        | 1987              | Château de la Trave |
| Château de la Travette                                   | Préchac                       |                                                    | 44° 24′ 27″ nord, 0° 20′ 04″ ouest | « PA00083678 » | Inscrit        | 1987              | Image manquante Téléverser |
| Église d'Insos                                           | Préchac                       |                                                    | 44° 21′ 52″ nord, 0° 18′ 54″ ouest | « PA00083680 » | Inscrit        | 1925              | Église d'Insos |
| Église Saint-Pierre-ès-Liens de Préchac                  | Préchac                       |                                                    | 44° 23′ 57″ nord, 0° 21′ 10″ ouest | « PA00083679 » | Classé         | 1909              | Église Saint-Pierre-ès-Liens de Préchac |
| Château Les Rochers                                      | Preignac                      |                                                    | 44° 35′ 27″ nord, 0° 17′ 58″ ouest | « PA33000103 » | Inscrit        | 2008              | Château Les Rochers |
| Château de Malle                                         | Preignac                      |                                                    | 44° 33′ 54″ nord, 0° 17′ 48″ ouest | « PA00083681 » | Classé         | 1949              | Château de Malle |
| Église Saint-Vincent de Preignac                         | Preignac                      |                                                    | 44° 35′ 07″ nord, 0° 17′ 41″ ouest | « PA00083682 » | Inscrit        | 1925              | Église Saint-Vincent de Preignac |
| Château de La Salle                                      | Pujols-sur-Ciron              |                                                    | 44° 33′ 28″ nord, 0° 21′ 26″ ouest | « PA00083691 » | Inscrit        | 1988              | Château de La Salle |
| Église Saint-Pierre-ès-Liens de Pujols-sur-Ciron         | Pujols-sur-Ciron              |                                                    | 44° 33′ 48″ nord, 0° 21′ 11″ ouest | « PA00083690 » | Classé         | 1908              | Église Saint-Pierre-ès-Liens de Pujols-sur-Ciron |
| Château des Quat'Sos                                     | Réole (La)                    |                                                    | 44° 34′ 53″ nord, 0° 02′ 36″ ouest | « PA00083694 » | Classé         | 1947              | Château des Quat'Sos |
| Église Saint-Pierre de La Réole                          | Réole (La)                    |                                                    | 44° 34′ 53″ nord, 0° 02′ 28″ ouest | « PA00083695 » | Classé         | 1846              | Église Saint-Pierre de La Réole |
| Enceinte de La Réole                                     | Réole (La)                    |                                                    | 44° 34′ 58″ nord, 0° 02′ 02″ ouest | « PA00083696 » | Classé         | 1886              | Enceinte de La Réole |
| Ancien hôtel de ville de La Réole                        | Réole (La)                    |                                                    | 44° 34′ 58″ nord, 0° 02′ 21″ ouest | « PA00083697 » | Classé         | 1913              | Ancien hôtel de ville de La Réole |
| Hôtel de Briet                                           | Réole (La)                    |                                                    | 44° 35′ 02″ nord, 0° 02′ 21″ ouest | « PA00083698 » | Inscrit        | 1965              | Hôtel de Briet |
| Hôtel Peysseguin                                         | Réole (La)                    | 9 rue Peysseguin                                   | 44° 34′ 56″ nord, 0° 02′ 20″ ouest | « PA33000162 » | Inscrit        | 2012              | Hôtel Peysseguin |
| Maison Seguin de La Réole                                | Réole (La)                    | 7 rue Maurice-Moussillac.                          | 44° 34′ 56″ nord, 0° 02′ 21″ ouest | « PA33000069 » | Inscrit        | 2002              | Maison Seguin de La Réole |
| Maisons médiévales de La Réole                           | Réole (La)                    |                                                    | 44° 34′ 53″ nord, 0° 02′ 16″ ouest | « PA33000060 » | Classé         | 2004              | Maisons médiévales de La Réole |
| Prieuré des Bénédictins                                  | Réole (La)                    |                                                    | 44° 34′ 52″ nord, 0° 02′ 27″ ouest | « PA00083699 » | Classé         | 2017              | Prieuré des Bénédictins |
| Site gallo-romain de Bas-Calonge - La Bombe              | Réole (La)                    |                                                    | 44° 35′ 11″ nord, 0° 01′ 46″ ouest | « PA33000008 » | Inscrit        | 1996              | Site gallo-romain de Bas-Calonge - La Bombe |
| Église Saint-Hilaire de Rimons                           | Rimons                        |                                                    | 44° 40′ 17″ nord, 0° 00′ 19″ est   | « PA00083700 » | Inscrit        | 1925              | Église Saint-Hilaire de Rimons |
| Église Saint-Seurin de Rions                             | Rions                         |                                                    | 44° 39′ 51″ nord, 0° 21′ 08″ ouest | « PA00083701 » | Classé         | 1908              | Église Saint-Seurin de Rions |
| Enceinte de Rions                                        | Rions                         |                                                    | 44° 39′ 49″ nord, 0° 21′ 03″ ouest | « PA00083702 » | Classé         | 1862              | Enceinte de Rions |
| Église Saint-Louis de Roaillan                           | Roaillan                      |                                                    | 44° 29′ 54″ nord, 0° 16′ 55″ ouest | « PA00083703 » | Inscrit        | 1925              | Église Saint-Louis de Roaillan |
| Château de Sauvagnac                                     | Romagne                       |                                                    | 44° 46′ 13″ nord, 0° 11′ 54″ ouest | « PA00088389 » | Inscrit        | 1992              | Château de Sauvagnac |
| Cimetière attenant à l'église Saint-Vivien de Romagne    | Romagne                       |                                                    | 44° 45′ 37″ nord, 0° 11′ 51″ ouest | « PA33000012 » | Inscrit        | 1997              | Cimetière attenant à l'église Saint-Vivien de Romagne                                                                                                |
| Église Saint-Vivien de Romagne                           | Romagne                       |                                                    | 44° 45′ 37″ nord, 0° 11′ 50″ ouest | « PA00083704 » | Classé         | 2003              | Église Saint-Vivien de Romagne |
| Église Saint-Jean-Baptiste de Roquebrune                 | Roquebrune                    |                                                    | 44° 37′ 47″ nord, 0° 01′ 18″ est   | « PA33000061 » | Inscrit        | 2002              | Église Saint-Jean-Baptiste de Roquebrune |
| Château de Vaure                                         | Ruch                          |                                                    | 44° 47′ 10″ nord, 0° 02′ 11″ ouest | « PA33000009 » | Inscrit        | 1996              | Château de Vaure |
| Église de Saint-Exupéry                                  | Saint-Exupéry                 |                                                    | 44° 37′ 35″ nord, 0° 06′ 12″ ouest | « PA00083738 » | Inscrit        | 2007              | Église de Saint-Exupéry |
| Château de Pommiers de Saint-Félix-de-Foncaude           | Saint-Félix-de-Foncaude       |                                                    | 44° 39′ 19″ nord, 0° 06′ 01″ ouest | « PA00083739 » | Inscrit        | 2007              | Château de Pommiers de Saint-Félix-de-Foncaude |
| Abbaye de Saint-Ferme                                    | Saint-Ferme                   |                                                    | 44° 41′ 36″ nord, 0° 03′ 32″ est   | « PA00083891 » | Inscrit        | 1990              | Abbaye de Saint-Ferme |
| Église des Bénédictins de Saint-Ferme                    | Saint-Ferme                   |                                                    | 44° 41′ 37″ nord, 0° 03′ 31″ est   | « PA00083740 » | Classé         | 1886              | Église des Bénédictins de Saint-Ferme |
| Église de Saint-Genis-du-Bois                            | Saint-Genis-du-Bois           |                                                    | 44° 42′ 08″ nord, 0° 10′ 24″ ouest | « PA00083744 » | Inscrit        | 1965              | Église de Saint-Genis-du-Bois |
| Église de Saint-Hilaire-de-la-Noaille                    | Saint-Hilaire-de-la-Noaille   |                                                    | 44° 36′ 00″ nord, 0° 00′ 05″ est   | « PA00083751 » | Inscrit        | 1925              | Église de Saint-Hilaire-de-la-Noaille |
| Église de Saint-Hilaire-du-Bois                          | Saint-Hilaire-du-Bois         |                                                    | 44° 39′ 46″ nord, 0° 04′ 52″ ouest | « PA00083752 » | Inscrit        | 1925              | Église de Saint-Hilaire-du-Bois |
| Église de Saint-Léger-de-Balson                          | Saint-Léger-de-Balson         |                                                    | 44° 26′ 00″ nord, 0° 27′ 56″ ouest | « PA00083758 » | Classé         | 1973              | Église de Saint-Léger-de-Balson |
| Château de Tardes                                        | Saint-Macaire                 |                                                    | 44° 33′ 52″ nord, 0° 13′ 29″ ouest | « PA00083893 » | Classé         | 1997              | Château de Tardes |
| Cloître de Saint-Macaire                                 | Saint-Macaire                 |                                                    | 44° 33′ 49″ nord, 0° 13′ 32″ ouest | « PA00083766 » | Inscrit        | 1925              | Cloître de Saint-Macaire |
| Église Saint-Sauveur-et-Saint-Martin de Saint-Macaire    | Saint-Macaire                 |                                                    | 44° 33′ 50″ nord, 0° 13′ 32″ ouest | « PA00083767 » | Classé         | 1840              | Église Saint-Sauveur-et-Saint-Martin de Saint-Macaire                                                                                                |
| Enceinte de Saint-Macaire                                | Saint-Macaire                 |                                                    | 44° 33′ 54″ nord, 0° 13′ 37″ ouest | « PA00083776 » | Classé         | 1915              | Enceinte de Saint-Macaire |
| Maison attenante au Relais Henri IV, est                 | Saint-Macaire                 |                                                    | 44° 33′ 55″ nord, 0° 13′ 29″ ouest | « PA00083773 » | Inscrit        | 1973              | Maison attenante au Relais Henri IV, est |
| Maison attenante au Relais Henri IV, ouest               | Saint-Macaire                 |                                                    | 44° 33′ 54″ nord, 0° 13′ 30″ ouest | « PA00083774 » | Inscrit        | 1973              | Maison attenante au Relais Henri IV, ouest |
| Maison de Gassies                                        | Saint-Macaire                 |                                                    | 44° 33′ 55″ nord, 0° 13′ 31″ ouest | « PA33000062 » | Inscrit        | 2002              | Maison de Gassies |
| Maison Messidan                                          | Saint-Macaire                 |                                                    | 44° 33′ 46″ nord, 0° 13′ 42″ ouest | « PA00083769 » | Classé         | 1889              | Maison Messidan |
| Maison à baies géminées trilobées                        | Saint-Macaire                 |                                                    | 44° 33′ 54″ nord, 0° 13′ 29″ ouest | « PA00083775 » | Inscrit        | 1926              | Maison à baies géminées trilobées |
| Maison, rue des Barres                                   | Saint-Macaire                 |                                                    | à géolocaliser                     | « PA00083770 » | Inscrit        | 1926              | Image manquante Téléverser |
| Maison, rue Carnot à Saint-Macaire                       | Saint-Macaire                 |                                                    | 44° 33′ 54″ nord, 0° 13′ 34″ ouest | « PA00083771 » | Inscrit        | 1941              | Maison, rue Carnot à Saint-Macaire |
| Maisons à arcades, place du Mercadiou                    | Saint-Macaire                 |                                                    | 44° 33′ 53″ nord, 0° 13′ 30″ ouest | « PA00083772 » | Inscrit        | 1935              | Maisons à arcades, place du Mercadiou |
| Relais Henri IV                                          | Saint-Macaire                 |                                                    | 44° 33′ 55″ nord, 0° 13′ 29″ ouest | « PA00083768 » | Classé         | 1973              | Relais Henri IV |
| Domaine de Malagar                                       | Saint-Maixant                 |                                                    | 44° 34′ 48″ nord, 0° 14′ 21″ ouest | « PA00083896 » | Classé         | 2013              | Domaine de Malagar |
| Église de Saint-Maixant                                  | Saint-Maixant                 |                                                    | 44° 34′ 38″ nord, 0° 15′ 53″ ouest | « PA00083778 » | Inscrit        | 1925              | Église de Saint-Maixant |
| Église de Saint-Martial                                  | Saint-Martial                 |                                                    | 44° 38′ 15″ nord, 0° 10′ 31″ ouest | « PA00083779 » | Inscrit        | 1925              | Église de Saint-Martial |
| Église de Saint-Martin-de-Sescas                         | Saint-Martin-de-Sescas        |                                                    | 44° 34′ 30″ nord, 0° 09′ 46″ ouest | « PA00083782 » | Classé         | 1908              | Église de Saint-Martin-de-Sescas |
| Église de Saint-Michel-de-Lapujade                       | Saint-Michel-de-Lapujade      |                                                    | 44° 34′ 54″ nord, 0° 04′ 13″ est   | « PA00083790 » | Inscrit        | 1925              | Église de Saint-Michel-de-Lapujade |
| Église Saint-Michel de Saint-Michel-de-Rieufret          | Saint-Michel-de-Rieufret      |                                                    | 44° 37′ 18″ nord, 0° 25′ 57″ ouest | « PA00083789 » | Inscrit        | 1925              | Église Saint-Michel de Saint-Michel-de-Rieufret |
| Château des Jaubertes                                    | Saint-Pardon-de-Conques       |                                                    | 44° 33′ 38″ nord, 0° 11′ 39″ ouest | « PA00083794 » | Inscrit        | 1978              | Château des Jaubertes |
| Pigeonnier du Salin                                      | Saint-Pardon-de-Conques       |                                                    | 44° 33′ 42″ nord, 0° 12′ 05″ ouest | « PA00083795 » | Inscrit        | 1978              | Pigeonnier du Salin |
| Église de Saint-Pierre-de-Bat                            | Saint-Pierre-de-Bat           |                                                    | 44° 40′ 25″ nord, 0° 13′ 55″ ouest | « PA00083799 » | Inscrit        | 2001              | Église de Saint-Pierre-de-Bat |
| Château de Caze                                          | Saint-Sulpice-de-Guilleragues |                                                    | 44° 38′ 01″ nord, 0° 02′ 23″ est   | « PA33000098 » | Inscrit        | 2007              | Château de Caze |
| Château de Guilleragues                                  | Saint-Sulpice-de-Guilleragues |                                                    | 44° 37′ 34″ nord, 0° 03′ 01″ est   | « PA00083809 » | Inscrit        | 1954              | Château de Guilleragues |
| Atelier des Chemins de fer économiques de la Gironde     | Saint-Symphorien              |                                                    | 44° 25′ 34″ nord, 0° 29′ 15″ ouest | « PA00083894 » | Inscrit        | 1989              | Atelier des Chemins de fer économiques de la Gironde                                                                                                 |
| Église de Saint-Symphorien                               | Saint-Symphorien              |                                                    | 44° 25′ 38″ nord, 0° 29′ 23″ ouest | « PA00083810 » | Inscrit        | 1925              | Église de Saint-Symphorien |
| Grange muletière de Saint-Symphorien                     | Saint-Symphorien              |                                                    | 44° 25′ 47″ nord, 0° 28′ 55″ ouest | « PA33000135 » | Inscrit        | 2010              | Grange muletière de Saint-Symphorien |
| Maison Siclis                                            | Saint-Symphorien              |                                                    | 44° 25′ 48″ nord, 0° 29′ 01″ ouest | « PA33000097 » | Inscrit        | 2007              | Maison Siclis |
| Maison Martin-Travet                                     | Saint-Symphorien              | 7 Jouanhaut                                        | 44° 24′ 31″ nord, 0° 33′ 18″ ouest | « PA33000207 » | Inscrit        | 1er décembre 2017 | Image manquante Téléverser |
| Usine de distillation de produits résineux               | Saint-Symphorien              |                                                    | 44° 25′ 27″ nord, 0° 29′ 17″ ouest | « PA33000026 » | Inscrit        | 2000              | Usine de distillation de produits résineux |
| Église de Saint-Vivien-de-Monségur                       | Saint-Vivien-de-Monségur      |                                                    | 44° 36′ 55″ nord, 0° 06′ 26″ est   | « PA00083814 » | Inscrit        | 1925              | Église de Saint-Vivien-de-Monségur |
| Église de Sainte-Croix-du-Mont                           | Sainte-Croix-du-Mont          |                                                    | 44° 35′ 36″ nord, 0° 16′ 58″ ouest | « PA00083816 » | Inscrit        | 1925              | Église de Sainte-Croix-du-Mont |
| Château d'Yquem                                          | Sauternes                     |                                                    | 44° 32′ 41″ nord, 0° 19′ 43″ ouest | « PA33000071 » | Inscrit        | 2003              | Château d'Yquem |
| Église Saint-Pierre-ès-Liens de Sauternes                | Sauternes                     |                                                    | 44° 32′ 03″ nord, 0° 20′ 35″ ouest | « PA00083831 » | Inscrit        | 1925              | Église Saint-Pierre-ès-Liens de Sauternes |
| Église Saint-Christophe du Puch                          | Sauveterre-de-Guyenne         |                                                    | 44° 43′ 02″ nord, 0° 06′ 00″ ouest | « PA00083686 » | Classé         | 1909              | Église Saint-Christophe du Puch |
| Église Saint-Léger de Saint-Léger-de-Vignague            | Sauveterre-de-Guyenne         |                                                    | 44° 41′ 57″ nord, 0° 03′ 03″ ouest | « PA00083835 » | Inscrit        | 1925              | Église Saint-Léger de Saint-Léger-de-Vignague |
| Église Notre-Dame de Sauveterre-de-Guyenne               | Sauveterre-de-Guyenne         |                                                    | 44° 41′ 35″ nord, 0° 05′ 07″ ouest | « PA00083834 » | Classé         | 1920              | Église Notre-Dame de Sauveterre-de-GuyenneCette église est répertoriée sur Mérimée sous le nom de Saint-Romain.                                      |
| Église Saint-Romain de Saint-Romain-de-Vignague          | Sauveterre-de-Guyenne         |                                                    | 44° 41′ 00″ nord, 0° 04′ 37″ ouest | « PA00083836 » | Inscrit        | 2002              | Église Saint-Romain de Saint-Romain-de-Vignague |
| Portes de ville de Sauveterre-de-Guyenne                 | Sauveterre-de-Guyenne         |                                                    | 44° 41′ 40″ nord, 0° 05′ 18″ ouest | « PA00083837 » | Classé         | 1892              | Portes de ville de Sauveterre-de-Guyenne |
| Château de Sauviac                                       | Sauviac                       |                                                    | 44° 24′ 15″ nord, 0° 11′ 16″ ouest | « PA33000213 » | Inscrit        | 2019              | Image manquante Téléverser |
| Croix de cimetière d'Aillas-le-Vieux                     | Sigalens                      |                                                    | 44° 27′ 59″ nord, 0° 01′ 59″ ouest | « PA00083838 » | Inscrit        | 1987              | Croix de cimetière d'Aillas-le-Vieux |
| Église Notre-Dame d'Aillas-le-Vieux                      | Sigalens                      |                                                    | 44° 28′ 00″ nord, 0° 01′ 59″ ouest | « PA00083839 » | Inscrit        | 1987              | Église Notre-Dame d'Aillas-le-Vieux |
| Église Saint-Martin de Monclaris                         | Sigalens                      |                                                    | 44° 25′ 48″ nord, 0° 03′ 22″ ouest | « PA00083840 » | Inscrit        | 1987              | Église Saint-Martin de Monclaris |
| Église Saint-Genès de Soulignac                          | Soulignac                     |                                                    | 44° 41′ 54″ nord, 0° 16′ 57″ ouest | « PA00083842 » | Inscrit        | 1925              | Église Saint-Genès de Soulignac |
| Église de Montarouch                                     | Targon                        |                                                    | 44° 45′ 24″ nord, 0° 15′ 32″ ouest | « PA00083849 » | Inscrit        | 1925              | Église de Montarouch |
| Église Saint-Romain de Targon                            | Targon                        |                                                    | 44° 44′ 04″ nord, 0° 15′ 48″ ouest | « PA00083848 » | Inscrit        | 1925              | Église Saint-Romain de Targon |
| Collégiale Notre-Dame d'Uzeste                           | Uzeste                        |                                                    | 44° 26′ 30″ nord, 0° 19′ 26″ ouest | « PA00083855 » | Classé         | 1840              | Collégiale Notre-Dame d'Uzeste |
| Allées de Verdelais                                      | Verdelais                     |                                                    | 44° 35′ 18″ nord, 0° 15′ 02″ ouest | « PA33000111 » | Inscrit        | 2009              | Allées de Verdelais |
| Basilique Notre-Dame de Verdelais                        | Verdelais                     |                                                    | 44° 35′ 18″ nord, 0° 14′ 56″ ouest | « PA33000027 » | Classé         | 2010              | Basilique Notre-Dame de Verdelais |
| Chemin de croix et calvaire de Verdelais                 | Verdelais                     |                                                    | 44° 35′ 05″ nord, 0° 14′ 57″ ouest | « PA33000028 » | Classé         | 2010              | Chemin de croix et calvaire de Verdelais |
| Couvent des Célestins de Verdelais                       | Verdelais                     |                                                    | 44° 35′ 19″ nord, 0° 14′ 57″ ouest | « PA33000029 » | Classé         | 2010              | Couvent des Célestins de Verdelais |
| Croix votive                                             | Verdelais                     |                                                    | 44° 35′ 18″ nord, 0° 15′ 05″ ouest | « PA33000030 » | Classé         | 2010              | Croix votive |
| Église Saint-Maurice d'Aubiac                            | Verdelais                     |                                                    | 44° 34′ 59″ nord, 0° 16′ 25″ ouest | « PA00083857 » | Inscrit        | 1973              | Église Saint-Maurice d'Aubiac |
| Fontaine votive et groupe commémoratif du Pas de la Mule | Verdelais                     |                                                    | 44° 35′ 22″ nord, 0° 14′ 47″ ouest | « PA33000031 » | Classé         | 2010              | Fontaine votive et groupe commémoratif du Pas de la Mule                                                                                             |
| Château de Villandraut                                   | Villandraut                   |                                                    | 44° 27′ 35″ nord, 0° 22′ 22″ ouest | « PA00083861 » | Classé         | 1886              | Château de Villandraut |
| Château de Virelade                                      | Virelade                      |                                                    | 44° 39′ 19″ nord, 0° 22′ 54″ ouest | « PA33000136 » | Inscrit        | 2010              | Château de Virelade |